# Evangelisches Lehrerseminar Oldenburg
Das Evangelische Lehrerseminar Oldenburg in Oldenburg war eine Bildungseinrichtung des Herzogtums bzw. Großherzogtums Oldenburg/Freistaats Oldenburg und diente von 1793 bis 1927 als Lehrerseminar der Ausbildung evangelischer Volksschullehrer. Das Seminar war indirekt Vorläufer der Pädagogischen Akademie (ab 1945) bzw. der Pädagogischen Hochschule Oldenburg (ab 1948), aus der wiederum 1973 die heutige Carl von Ossietzky Universität Oldenburg hervorging. Als Ersatz für das Seminar wurde 1922 die Deutsche Aufbauschule Oldenburg gegründet, die nach der Abwicklung des Seminars 1927 weiterhin Schülern aus den ländlichen Bereichen des Freistaats die Möglichkeit gab, die Hochschulreife zu erlangen. Aus der Aufbauschule ging wiederum 1938 das heutige Graf-Anton-Günther-Gymnasium hervor.

## Das Seminar im Gebäude Wallstraße, 1807–1846

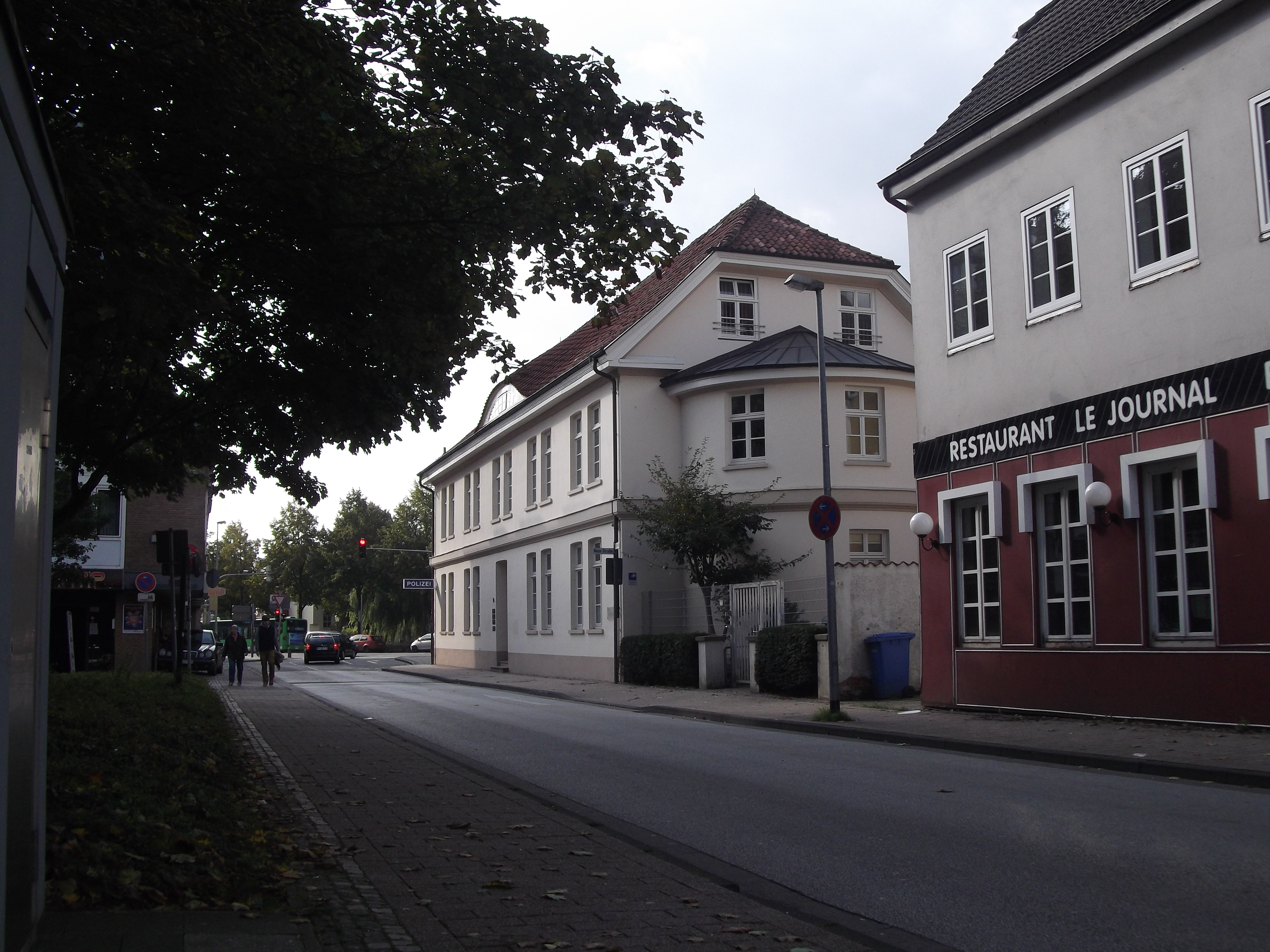
Evangelisches Lehrerseminar Oldenburg 1807–1846

Das oldenburgische Lehrerseminar wurde durch einen Erlass Herzog Peter Friedrich Ludwigs vom 7. März 1793 in Oldenburg (Oldb) eingerichtet. Die Initiative war von dem evangelischen Superintendenten Oldenburgs, Esdras Heinrich Mutzenbecher, ausgegangen, der damit im Sinne aufklärerischen Gedankenguts die Erweiterung und Verbesserung der Gelehrtenbildung zum Ziel hatte. Durch die Einführung der Seminarausbildung setzte Mutzenbecher inhaltliche Akzente und legte gleichzeitig den Grundstein für einen höheren Praxisbezug. Die Seminaristen erhielten ihre Grundbildung als Teil ihrer Ausbildung durch Unterricht am Gymnasium und konnten praktische Unterrichtsarbeit in der 1790 neu errichteten Armenschule, die als Industrieschule (mit Arbeitsunterricht) geführt wurde, einüben. Durch seine Visitationen erkannte Mutzenbecher hierbei Missstände in der Unterrichtsgestaltung der Seminaristen, insbesondere in der Katechese, denen er durch Einübung angemessener Methoden und Verfahren in von ihm selbst erteilten, mustergültigen Unterricht entgegentrat.
1807 erhielt das Seminar ein von Georg Siegmund Otto Lasius eigens errichtetes Seminargebäude Ecke Wallstraße/Heiligengeistwall (heutige Hausnummer Wallstraße 14), das ursprünglich für die Aufnahme von 12 Seminaristen geplant war. In dem Gebäude ist gegenwärtig (2013) das 2. Polizei-Kommissariat untergebracht.
Die Seminaristen wurden internatsmäßig untergebracht und unterstanden einer rigiden Aufsicht durch das Lehrpersonal, so dass sich der informelle Begriff des „Klosters“ bis zur Abwicklung des Seminars 1927 hielt, obwohl das Internat bereits 1875 abgeschafft worden war.
In den 1820er Jahren dauerte die Ausbildungszeit der Seminaristen eineinhalb bis zweieinhalb Jahre. Unterrichtet wurden Biblische Geschichte und Katechismus, Geographie, Singen, Verstandesübungen, Bewegungen im Freien, Kopfrechnen, Anweisung zum Rechnen, Mathematik, Physik, Sprachlehre, Orthographie, Katechetik, Lese- und Denkübungen und Geschichte. Der Unterricht einschließlich Samstag begann um 6.00 Uhr und dauerte bis 21.00 Uhr und wurde lediglich von 12.00 Uhr bis 13.00 Uhr durch die Mittagspause unterbrochen. 1832 sah der Lehrplan außerdem eine Wochenstunde Englisch sowie Zeichnen und Weltkunde vor. Von 1822 bis 1842 wurden jährlich nur acht Seminaristen aufgenommen.

## Der Seminarneubau in der Peterstraße 1846

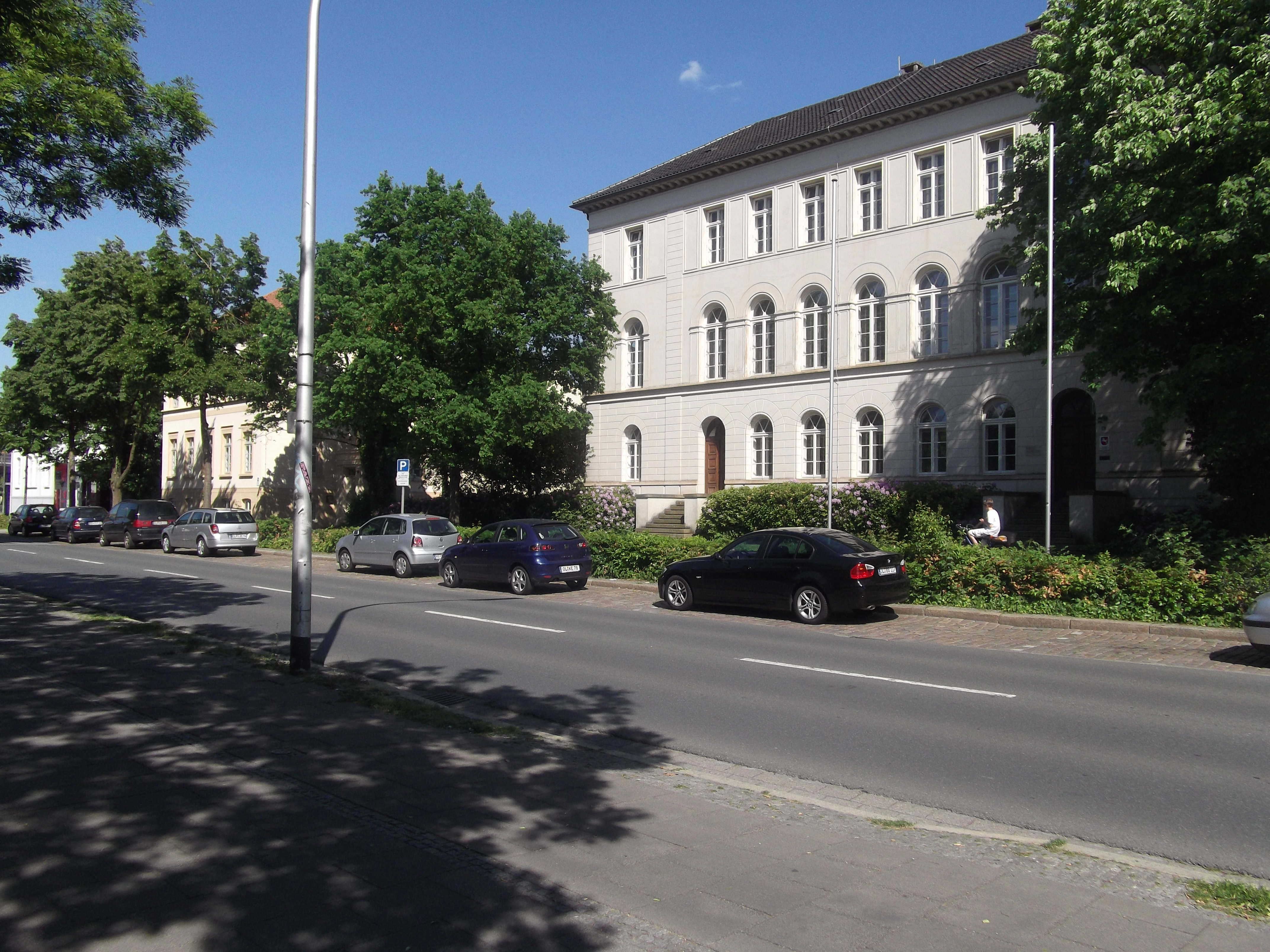
Evangelisches Lehrerseminar Oldenburg 1846–1927

1835 entstand die Idee eines größeren Seminargebäudes, da bei einer in Zukunft geplanten dreijährigen Ausbildung 45 Schüler gleichzeitig untergebracht werden mussten. Das alte Gebäude besaß außerdem kein eigenes Musikzimmer, die Lehrräume waren recht dunkel und vor allem fehlten Krankenzimmer, die dringend für erforderlich gehalten wurden, um die Infektion gesunder Schüler durch Kranke zu verhindern. Vorbild war das neue Seminargebäude des Großherzoglichen Lehrerseminars Weimar, in dem 70 Schüler gleichzeitig untergebracht werden konnten.
Nach einer gut zehnjährigen Planungs- und Bauphase unter dem Architekten Hero Diedrich Hillerns (1807–1885) konnte das neue Seminargebäude am 26. Februar 1846 im Beisein von Großherzog Paul Friedrich August in der Peterstraße (heutige Hausnummern 42 und 44) eingeweiht werden. Die Ausbildung der Seminaristen erfolgte nun durch eigens angestellte Hilfslehrer und nicht mehr durch abgeordnete Gymnasiallehrer.
Eine einschneidende institutionelle Veränderung trat 1855 ein, als das Seminar verstaatlicht und dem Evangelischen Oberschulkollegium unterstellt wurde. Die Finanzierung des Seminars erfolgte ab diesem Zeitpunkt aus dem staatlichen Haushalt, der vom Landtag beschlossen wurde.
1857 fand die erste Bildungsreise des Seminars statt. Didaktisches Ziel war unter anderem die Kenntnis der Eisenbahn und der Topographie von Gebirgen. Am 4. Juli 1857 verließ eine 18-köpfige Seminargruppe Oldenburg und marschierte über Cloppenburg, Quakenbrück und Osnabrück nach Iburg. Hier wurde die Gruppe auf Leiterwagen nach Bielefeld transportiert. Nach dem Besuch des Hermannsdenkmals fuhr die Gruppe ab Paderborn mit der Eisenbahn über Kassel nach Eisenach, um die Wartburg zu besuchen. Die Rückreise erfolgte per Bahn nach Kassel, von Kassel bis Münden marschierte die Gruppe erneut zu Fuß. Von Münden aus erfolgte die Heimfahrt wieder per Eisenbahn, allerdings vermutlich nur bis Bremen, da die Eisenbahnverbindung von Bremen nach Oldenburg erst 1867 fertiggestellt wurde.
Diese Gruppenreisen wurden vom Seminar mit Unterbrechungen im Ersten Weltkrieg bis 1925 durchgeführt und bildeten in der Regel den Höhepunkt im Leben der Seminaristen, von denen die meisten in relativ abgelegenen Ortschaften des Herzogtums als Volksschullehrer tätig waren und sich finanziell keine größeren Reisen leisten konnten.
Die Ferien verbrachten die Seminaristen bei ihren Eltern. Da die Großherzoglich Oldenburgische Eisenbahn (GOE) erst ab 1867 und dann anfänglich nur auf einigen Hauptstrecken den Verkehr aufnahm, waren die Seminaristen teilweise gezwungen, sehr lange Fußmärsche zurückzulegen. Falls sich der Marsch nicht an einem Tag bewältigen ließ, waren die Seminaristen teilweise gezwungen, im Freien zu übernachten.

## Die Seminarreform von 1875
1875 erfolgte eine umfassende Seminarreform, die auf Seminardirektor Friedrich Sander zurückging. Die so genannte Aussendung von Lehrerseminaristen an Schulen während der Ausbildung wurde ebenso abgeschafft wie das Internat.
Durch den Wegfall des Internats und damit der Schlafsäle wurde Platz geschaffen für einen Physikraum, einen Zeichensaal und kleinere Lehrmittelräume. Außerdem wurde eine vierte Klasse eingerichtet, womit das Seminar jedoch immer noch hinter entsprechenden preußischen und sächsischen Einrichtungen im Rückstand war. Eingeführt wurde auch der Chemieunterricht sowie der freiwillige Französisch- oder Englischunterricht.
1882 wurde ein Lehrgarten angelegt, in dem die Seminaristen praktische landwirtschaftliche Kenntnisse erwerben konnten, da die oldenburgischen Seminaristen größtenteils als Lehrer auf dem Land eingesetzt wurden und zur notwendigen Eigenversorgung die Lehrerhaushalte Gärten besaßen. Unterrichtet wurden Obst- und Gemüseanbau sowie Bienenzucht zur Eigenversorgung mit Honig. Die Lehrergärten auf dem Lande wurden wiederum oftmals zu Vorbildern der bäuerlichen Bevölkerung, die so mit neuartigen Methoden des Gartenbaus vertraut gemacht werden konnten. Aus dem Lehrgarten ging später der Botanische Garten hervor, der heute der Universität Oldenburg angegliedert ist.
Der Turnunterricht war bereits 1836 eingeführt worden und wurde nach und nach um andere Sportarten erweitert. 1894 wurden die so genannten Seminarweiden am Haarenesch, die eigentlich durch Verpachtung an Bauern oder Institutionen zur Finanzierung des Seminars gedient hatten, für Ballspiele eingerichtet. Sehr beliebt war Football, und in den Jahren vor 1914 war die Seminarleitung bemüht, das Fußballspiel von Seminaristen in Vereinen zu reduzieren, da sich die Seminaristen bei Auswärtsspielen körperlich überanstrengten.
Seminardirektor Ostermann (1877–1896) bemühte sich jahrelang um die Einführung einer 5. Klasse, was jedoch erst 1900 gelang. Er setzte sich außerdem nachdrücklich für die Gesundheit der Seminaristen ein. So mussten diese jeden Tag zwei Stunden spazieren gehen. Ein obligatorischer Schwimmunterricht wurde in der Militärbadeanstalt an der Hunte außerhalb der Schwimmstunden der Soldaten abgehalten. Zweimal im Jahr wurden die Seminaristen ärztlich untersucht und im Bedarfsfall durch den Seminararzt versorgt.

## Weitere Ausbaumaßnahmen ab 1902
Am 8. August 1893 fand eine sogenannte Jubelfeier anlässlich des 100. Jubiläums der Seminargründung statt, an dem auch Großherzog Nikolaus Friedrich Peter sowie zahlreiche ehemalige Seminaristen teilnahmen.
Nachdem Ostermann aufgrund schwerwiegender Konflikte mit dem äußerst konservativen Oberschulkollegium freiwillig aus dem Dienst geschieden war, gelang es seinem Nachfolger Emil Künoldt schließlich im Jahr 1900, die Einführung der 5. Seminarklasse durchzusetzen. Dadurch wurden auch Umbaumaßnahmen erforderlich, sodass 1902 ein Anbau mit einer Aula und einer Turnhalle eingerichtet werden konnte. Schon bald darauf forderte Künoldt die Einführung einer 6. Klasse und begründete dies mit dem Umstand, dass sogar das kleine Fürstentum Schwarzburg-Sondershausen eine 6-stufige Lehrerbildung besitze. Sie wurde 1903 eingeführt; 1905, 1908 und 1910 erfolgte die Einrichtung von Doppelklassen, um dem verstärkten Andrang von Seminaristen gerecht zu werden.
1904 wurde zuerst die Wohnung des Direktors, dann das Seminar selbst an die städtische Wasserleitung angeschlossen. Bis dahin wurde das Trink- und Brauchwasser aus einem seminareigenen Brunnen geschöpft. 1912 wurde die Gasbeleuchtung durch elektrisches Licht ersetzt. Ein Telefonanschluss erfolgte erst 1921.
Die Teilnahme der Seminaristen am Mittagessen war obligatorisch. Beispiel für einen Wochenspeiseplan um 1910:
Montag: Suppe und Rinderbraten
Dienstag: grüne Bohnen mit Rindfleisch
Mittwoch: Buttermilch, Pfannkuchen mit Kompott
Donnerstag: Apfelmus und Schweinebraten
Freitag: gebratener Fisch und süße Suppe
Samstag: Rindfleischsuppe
Ein Stiefkind des Unterrichts blieb der Französischunterricht. Das Ziel, durch den Unterricht die Fähigkeit zur Lektüre französischer Literatur zu vermitteln, scheiterte. Trotzdem wurde der Unterricht beibehalten, obwohl mehrfach Forderungen zu seiner Abschaffung erhoben wurden. Er wurde erst nach dem Ersten Weltkrieg eingestellt, als für die ehemaligen Kriegsteilnehmer stark gestraffte Lehrpläne eingeführt wurden.

## Das Seminar im Ersten Weltkrieg
Beim Ausbruch des Ersten Weltkriegs meldete sich die gesamte 1. Klasse kriegsfreiwillig, was keineswegs den Intentionen Direktor Künoldts entsprach, der von einem kurzen Krieg ausging und die Freiwilligenmeldungen als beträchtliche Gefährdung des Lehrbetriebs ansah. Ein Teil der Freiwilligen diente im Oldenburgischen Infanterie-Regiment Nr. 91.
Künoldt erwirkte im September 1914 vom Oberschulkollegium eine Bestimmung, nach der Kriegsfreiwillige dessen Genehmigung bedürften. Da diese nie erteilt wurden, unterblieben die Freiwilligenmeldungen. Unabhängig davon wurden ab diesem Zeitpunkt die Seminarmitglieder bei Erreichen des Wehrpflichtalters nach Jahrgängen nach und nach eingezogen. Da sich auch Künoldts Stellvertreter Ludwig Pfannkuche (1872–1915) freiwillig gemeldet hatte und die Seminarlehrer Georg Röver (1883–1962) und Alfred Hoyer (1884–1918) eingezogen wurden, litt der Ausbildungsbetrieb außerordentlich.
Offenbar Ende 1914 begann Künoldt mit der Anlage einer Sammlung von Feldpostbriefen und -postkarten sowohl von Seminarangehörigen als auch ehemaligen Seminaristen, nun Volksschullehrern, die mit ihm in Kontakt standen. Die Sammlung befindet sich heute im Bestand des Lehrerseminars des Landesarchivs Oldenburg und gilt als eine der umfassendsten Feldpostbriefsammlungen des Ersten Weltkriegs in Nordwestdeutschland. Von den insgesamt 243 eingezogenen oder freiwilligen Seminaristen fielen 59, 29 gerieten in Kriegsgefangenschaft. Außerdem fielen die Seminarlehrer Pfannkuche, Hoyer und Gerhard Sandstede (1884–1915). Künoldt schied, durch die Kriegsereignisse physisch und psychisch gebrochen, auf eigenen Wunsch zum 1. Juli 1919 aus dem Dienst aus:
Die Flucht des Kaisers, der militärische Zusammenbruch, die Revolution mit ihren Arbeiter- und Soldatenräten, das Emporkommen der Sozialdemokratie, all das erschien Künoldt, diesem konservativen Mann, der an Thron und Altar glaubte und vom Idealismus und Fortschrittsglauben des beginnenden 20. Jahrhunderts getragen worden war, ein Abgleiten in fürchterliche Abgründe. Hunderte von jungen Lehrern und zahlreiche Seminaristen, die seine früheren Schüler gewesen waren – größtenteils hochbegabte junge Leute – waren als Kriegsfreiwillige im Felde geblieben. Zu einem neuen Anfang fand der 69-Jährige, dem mit dem geschlagenen Vaterland ein gut Teil seiner Lebensarbeit vernichtet schien, nicht mehr die Kraft.
Steinhoff, Das Seminar in Oldenburg, S. 144.
Künoldt, der gut 42 Jahre am Seminar tätig gewesen war, beging am 8. Januar 1920 Suizid.

## Die Nachkriegszeit. Die Abwicklung des Seminars 1922–1927
Für die neue Seminarleitung unter Friedrich Korte (1872–1952) erwies sich die Wiedereingliederung der ehemaligen Kriegsteilnehmer bzw. Kriegsgefangenen, von denen ein großer Teil als Reserveoffiziere gedient hatten, als nicht unbeträchtliches disziplinarisches Problem. Für sie wurden stark verkürzte Lehrpläne aufgestellt, in denen Französisch und Turnen wegfiel und stattdessen Pädagogik und Unterrichtslehre (Didaktik) forciert wurden. Lehrgang I umfasste lediglich sechs Monate, Lehrgang II 12 Monate. Die Seminaristen absolvierten somit in 18 Monaten ein Lehrprogramm, das normalerweise sechs Jahre umfasste.
Korte, nach Steinhoff „ein Pragmatiker“, sah sich außerdem mit einem äußerst heterogenen Lehrkörper konfrontiert, der völlig unterschiedliche Ausbildungswege durchlaufen hatte. Ab dem Winterhalbjahr 1920 wurden dem Seminar zwei Seminaristinnenklassen des aufgelösten Lehrerinnenseminars Neuenburg angegliedert und die Lehrerinnen Lüschen und Hinze im Lehrkörper aufgenommen. Die Seminaristinnen absolvierten ihre praktische Ausbildung an der Volksmädchenschule sowie an der Cäcilienschule Oldenburg.
1920 wurde vom Ministerium der Kirchen und Schulen die Abwicklung des Seminars angekündigt. Sie sollte 1927 abgeschlossen werden. Tatsächlich wurde das Seminar 1927 in eine so genannte Aufbauschule umgewandelt, in der vor allem ländlichen Schülern weiterhin die Gelegenheit gegeben werden sollte, in einer verkürzten höheren Schule die Hochschulreife zu erlangen. Geplant war außerdem die Einrichtung einer Lehrerbildungsanstalt mit zweijährigem Lehrgang.
Während parallel die Aufbauschule unter Korte aufgebaut wurde, wurde das Seminar abgewickelt. 1925 erhielt die Aufbauschule, die im Seminargebäude untergebracht war, mit Otto Modick einen eigenen Direktor. Dieser wurde 1933 von der nationalsozialistischen Landesregierung wegen „politischer Unzuverlässigkeit“ seines Amtes enthoben und als Studienrat an die Cäcilienschule Oldenburg zwangsversetzt. Die letzten Seminaristen gingen Ostern 1927 ab. Die Aufbauschule ging 1938 in die heutige Graf-Anton-Günther-Schule über.
1926/27 erstellte die Künstlerin Elsa Oeltjen-Kasimir im Auftrag des oldenburgischen Landeslehrervereins einen Gedenkstein für die gefallenen (evangelischen) Volksschullehrer des Landes. Der Gedenkstein wurde im Seminargebäude vor der Aula montiert und besteht aus gebranntem Bockhorner Klinker. Die Einweihung erfolgte am 2. April 1927 im Beisein des oldenburgischen Ministerpräsidenten Eugen von Finckh im Rahmen einer Abschlussfeier zur Auflösung des Seminars. Der Gedenkstein wurde um 1986 bei Renovierungsarbeiten aus unbekannten Gründen niedergelegt und befindet sich heute auf dem Dachboden des Gebäudes.

## Die Weiternutzung des Seminargebäudes von 1945 bis 1965
1945 wurde das Seminargebäude Sitz der Pädagogischen Akademie Oldenburg, die 1958 in die Pädagogische Hochschule (PH) Oldenburg umgewandelt wurde. Die PH nutzte das Gebäude noch bis 1965, während parallel schon der Lehrbetrieb an den heutigen Universitätsgebäuden an der Ammerländer Heerstraße aufgenommen wurde. Nachdem das Gebäude offenbar gut 20 Jahre lang lediglich als Lagerraum für verschiedene Institutionen genutzt wurde, beherbergt es seit ca. 1986 Denkmalschutzbehörden, gegenwärtig eine Dienststelle des Staatlichen Baumanagements Ems-Weser.

## Direktoren
- Philipp Carl Willich (1806–1882), 1851–1874
- Friedrich Sander (1840–?), 1874–1877
- Wilhelm Ostermann (1850–1922), 1877–1896
- Emil Künoldt (1850–1920), 1897–1919
- Friedrich Korte (1872–1951), 1921–1927

## Bekannte Angehörige des Seminars
- Johann Ludwig Hinrichs, Seminarist ab 1835, Pionier der baptistischen Bewegung in Nordwestdeutschland und Österreich
- Emil Pleitner, Seminarist von 1878 bis 1882, Lehrer am Seminar von 1920 bis 1925, Historiker
- Georg Ruseler, Seminarist von 1880 bis 1884, Schriftsteller und Historiker
- Georg von der Vring, Seminarist von 1904 bis 1910, Schriftsteller
- Peter Suhrkamp, Seminarist vor 1914,  Verleger
- Heinrich Diers, Seminarist von 1909 bis 1912, Schriftsteller